# Mycoporellum microspermum
Mycoporellum microspermum är en lavart som beskrevs av Müll. Arg. 1895. Mycoporellum microspermum ingår i släktet Mycoporellum, klassen Dothideomycetes, divisionen sporsäcksvampar och riket svampar.   Inga underarter finns listade i Catalogue of Life.